# Freedom Airlines
Freedom Airlines (укр. Фрідом ейрла́йнс) — регіональна авіакомпанія Сполучених Штатів Америки, сертифікат експлуатанта FDKA087K. Діяльність авіакомпанії знаходиться у віданні компанії Nevada Corporation (штаб-квартира в місті Ірвінг (Техас), США), яка входить до складу авіаційного холдингу Mesa Air Group.
Freedom Airlines працює під торговою маркою (брендом) Delta Connection магістральної авіакомпанії Delta Air Lines, експлуатує повітряний флот, що складається з літаків Embraer EMB-145 і використовує як транзитний транспортний вузел (хаб) Міжнародний аеропорт імені Джона Кеннеді в Нью-Йорку. Раніше авіакомпанія в рамках програми Delta Connection експлуатувала тільки моделі CRJ-900, однак контракт ексклюзивної експлуатації згодом був розірваний, літаки CRJ були передані в керуючий холдинг Mesa Air Group і далі в авіакомпанії Mesaba Airlines і Atlantic Southeast Airlines.

## Історія
Авіакомпанія Freedom Airlines була утворена в березні 2002 року і початку виконання пасажирських перевезень у жовтні того ж року. Спочатку повітряний флот компанії складали літаки Bombardier CRJ-900. Створення Freedom Airlines було обумовлено двома головними причинами: необхідністю виконання договірних зобов'язань за контрактом з фірмою Bombardier (аналогічно тому, як створювався дочірній перевізник America West Express в авіакомпанії America West Airlines) і для укладання партнерських угод між холдингом Mesa Air Group і авіакомпанії US Airways для роботи під торговою маркою US Airways Express. Колективний договір між профспілкою US Airways і Асоціацією пілотів авіакомпаній США забороняв висновок код-шерінгових угод з регіональними авіакомпаніями на експлуатацію реактивних літаків з кількістю пасажирських місць більше сімдесяти, тому партнерський контракт підписаний не був.
Freedom Airlines експлуатувала CRJ-700 та CRJ-900 від імені авіакомпанії America West Airlines. Після того, як обмежувальні вимоги US Airways до літаків регіональних компаній були істотно ослаблені, всі реактивні літаки CRJ-700 та CRJ-900 були передані в оперативне управління авіакомпанії Mesa Airlines. Для збереження діючого свідоцтва експлуатанта Freedom Airlines був переданий один турбогвинтовий Beechcraft 1900D, який не використовувався на регулярних перевезеннях і слугував запасним літаком для Air Midwest у рамках партнерської програми America West Express, аналогічно тому, як літаки De Havilland Canada Dash 8 авіакомпанії Mesa Airlines перебували в резерві за тією ж програмою.
У жовтні 2005 року Freedom Airlines почала комерційні перевезення під брендом Delta Connection магістральної авіакомпанії Delta Air Lines.

### Контракт на ERJ-145
7 квітня 2008 року керуюча компанія Mesa Air Group вступила в процедуру судових розглядів з авіакомпанією Delta Air Lines, яка спробувала розірвати контракт на використання літаків Embraer ERJ 145 в пасажирських перевезеннях під брендом Delta Connection. 29 травня 2008 року федеральний суд відмовив Дельті в розірванні контракту з Freedom Airlines, тим не менш 20 липня 2008 року Mesa Air Group довелося скористатися положеннями Глави 11 Кодексу США про банкрутство. Внаслідок проведення процедури банкрутства холдингу довелося скоротити близько 700 робочих місць (14 відсотків від всього штату співробітників), а також зменшити кількість експлуатованих літаків Embraer ERJ 145 до 25 одиниць.

### Контракт на CRJ-900
У серпні 2008 року керуюча компанія Mesa Air Group оголосила про розірвання авіакомпанія Delta Air Lines договору на використання літаків CRJ-900. Як і у випадку з ERJ-145, керівництво Mesa стверджувало, що причиною анулювання контракту стали наміри Дельти скоротити операційні витрати, а також нездатність CRJ-900 забезпечити попит на обсяги регіональних авіаперевезень. На відміну від контракту на використання ERJ-145, в даному випадку суд прийняв сторону Delta Air Lines і договірні відносини з експлуатації CRJ-900 були припинені.
Сім літаків CRJ-900 були передані в Дельту без будь-яких фінансових компенсацій холдингу Mesa Air Group і в даний час працюють в регіональної авіакомпанії Pinnacle Airlines. Після надходження в Pinnacle Airlines власних замовлених CRJ-900, п'ять літаків будуть передані в Mesaba Airlines, а решта — в авіакомпанію Atlantic Southeast Airlines.

## Напрямки польотів
Станом на кінець 2008 року авіакомпанія виконувала регулярні рейси під торговою маркою Delta Connection в наступні аеропорти:
- Джорджія
  - Атланта — Міжнародний аеропорт Хартсфілд-Джексон Атланта хаб

- Іллінойс
  - Чикаго — Міжнародний аеропорт О'Хара

- Індіана
  - Індіанаполіс — Міжнародний аеропорт Індіанаполіса

- Мен
  - Портленд — Міжнародний аеропорт Портленда

- Меріленд
  - Балтимор — Міжнародний аеропорт Балтімор-Вашингтон

- Массачусетс
  - Бостон — Міжнародний аеропорт Бостона Логан

- Міннесота
  - Міннеаполіс/Сент-Пол — Міжнародний аеропорт Міннеаполіс/Сент-Пол

- Нью-Йорк
  - Буффало — Міжнародний аеропорт Ніагара Баффало
  - Міжнародний аеропорт імені Джона Кеннеді хаб
  - Рочестер — Міжнародний аеропорт Рочестер

- Пенсільванія
  - Філадельфія — Міжнародний аеропорт Філадельфії

- Род-Айленд
  - Уорік — Аеропорт імені Т. Ф. Гріна

- Техас
  - Даллас/Форт-Уерт — Міжнародний аеропорт Даллас/Форт-Уерт
  - Х'юстон — Міжнародний аеропорт Х'юстона Інтерконтинентал

- Вермонт
  - Барлінгтон — Міжнародний аеропорт Барлінгтон

- Вірджинія
  - Норфолк/Вірджинія-Біч — Міжнародний аеропорт Норфолка
  - Річмонд — Міжнародний аеропорт Річмонда

- Вашингтон
  - Міжнародний аеропорт Вашингтона Даллес

## Флот
Станом на 12 вересня 2008 року чинний повітряний флот Freedom Airlines складався з таких літаків: